# Gyeolhon mothaneun namja
Gyeolhon mothaneun namja (hangeul: 결혼 못하는 남자, lett. L'uomo che non riesce a sposarsi; titolo internazionale He Who Can't Marry) è una serie televisiva sudcoreana trasmessa su KBS2 dal 15 giugno al 4 agosto 2009, remake del dorama del 2006 Kekkon dekinai otoko.

## Trama
L'architetto Jae-hee è ricco e di bell'aspetto, ma, superati i quarant'anni, è ancora scapolo: nonostante sia un buon partito, infatti, la sua personalità brusca e lo stile di vita preciso allontanano le donne da lui. Quando sembra che Jae-hee non si sposerà mai, egli conosce Moon-jung, una sua coetanea concentrata soltanto sul lavoro, che passa le giornate facendo straordinari e coprendo i turni dei colleghi dottori. Jae-hee si ritrova anche a fare i conti con l'interesse della collega di lunga data Ki-ran e della sua giovane vicina di casa Yoo-jin.

## Personaggi
- Jo Jae-hee, interpretato da Ji Jin-hee
Architetto quarantenne scapolo.
- Jang Moon-jung, interpretata da Uhm Jung-hwa
Dottoressa di Jae-hee.
- Jeong Yoo-jin, interpretata da Kim So-eun
Vicina di casa di Jae-hee.
- Park Hyun-kyu, interpretato da Yoo Ah-in
Collega di Jae-hee interessato a Yoo-jin.
- Yoon Ki-ran, interpretata da Yang Jung-a
Socia di Jae-hee.
- Park Kwang-nam, interpretato da Im Ho
Cognato di Jae-hee.
- Jang Bong-soo, interpretato da Kim Byung-ki
Dentista, padre di Moon-jung.
- Moon Seok-hwan, interpretato da Yoo Tae-woong
Nemico giurato di Jae-hee.
- Jo Yoon-hee, interpretata da Bae Min-hee
Sorella di Jae-hee e moglie di Kwang-nam.
- Kang Hye-ja, interpretata da Jeon Yang-ja
Madre di Jae-hee.
- Kim Yeon-soo, interpretata da Jang Dan-ji
Infermiera, assistente di Moon-jung.
- Yoo Soo-young, interpretata da Choi Yoon-young
Amica di Yoo-jin.

## Ascolti
| Episodio | Data di trasmissione | Titolo episodio                               | Dati TNMS           | Dati TNMS                  | Dati AGB            | Dati AGB                   |
| Episodio | Data di trasmissione | Titolo episodio                               | A livello nazionale | Area metropolitana di Seul | A livello nazionale | Area metropolitana di Seul |
| -------- | -------------------- | --------------------------------------------- | ------------------- | -------------------------- | ------------------- | -------------------------- |
| 1        | 15 giugno 2009       | 혼자가 좋다는 게 뭐가 어때서!                 | 8,2%                | 8,4%                       | 6,5%                | 7,2%                       |
| 2        | 16 giugno 2009       | 독신의 특권                                   | 7,5%                | 8,7%                       | 6,5%                | 7,7%                       |
| 3        | 22 giugno 2009       | 고독한 재테크                                 | 8,5%                | 8,2%                       | 7,4%                | 8,3%                       |
| 4        | 23 giugno 2009       | 휴일을 혼자 보내는 게 뭐가 어때서!            | 8,8%                | 8,9%                       | 8,7%                | 9,5%                       |
| 5        | 29 giugno 2009       | 집에 아무도 들이지 않겠다는 건,               | 8,6%                | 8,4%                       | 7,2%                | 8,7%                       |
| 6        | 30 giugno 2009       | 독신남녀의 가족 스트레스                      | 9,0%                | 9,3%                       | 8,4%                | 9,1%                       |
| 7        | 6 luglio 2009        | 책임,, 그 무거움에 대하여,                    | 9,2%                | 9,1%                       | 8,2%                | 8,5%                       |
| 8        | 7 luglio 2009        | 결혼이 싫다고 했지,,, 여자가 싫다고 했습니까? | 9,4%                | 9,2%                       | 8,8%                | 8,8%                       |
| 9        | 13 luglio 2009       | 여자 마음을 모르겠어,                         | 9,2%                | 9,3%                       | 9,0%                | 8,4%                       |
| 10       | 14 luglio 2009       | 미필적 고의에 의한 그녀와의 여름휴가          | 9,3%                | 9,4%                       | 9,5%                | 9,0%                       |
| 11       | 20 luglio 2009       | 내 인생에 꼭 필요한 사람                      | 9,4%                | 9,5%                       | 8,3%                | 8,3%                       |
| 12       | 21 luglio 2009       | 결혼 못하는 남자                              | 8,0%                | 7,8%                       | 7,8%                | 7,8%                       |
| 13       | 27 luglio 2009       | 사랑할 때 버려야 할 딱 한 가지                | 8,4%                | 8,2%                       | 7,9%                | 8,4%                       |
| 14       | 28 luglio 2009       | 앞일은 아무도 모르잖아                        | 8,7%                | 8,5%                       | 8,1%                | 8,4%                       |
| 15       | 3 agosto 2009        | 행복해도 되는 겁니까?                         | 8,4%                | 8,1%                       | 7,6%                | 8,1%                       |
| 16       | 4 agosto 2009        | 결혼 안하는 남자 ≒ 결혼 못하는 남자           | 8,0%                | 7,7%                       | 8,1%                | 9,2%                       |
| Media    | Media                | Media                                         | 8,7%                | 8,7%                       | 8,0%                | 8,5%                       |

## Colonna sonora
1. Good Show for Her (그녀에게 잘 보이기) – W.Praise
2. I Would Love (사랑할래) – Byul
3. You're Beautiful (그대는 예뻐요) – Shin Hye-sung degli Shinhwa
4. I Love You (널 사랑하기가) – Ji Jin-hee
5. Recipe (레시피) – Uhm Jung-hwa
6. Flame (불꽃) – Miri
7. Oh3 – Klala
8. Brunch – Kim Ji-woong
9. Flame (불꽃) – Ayana
10. Sunday – Bae Young-joon
11. 입가에 맴돌던 얘기 –
12. You're Beautiful (Inst.) (그대는 예뻐요 (Inst.)) – Kim Gun-woo

## Riconoscimenti
| Anno | Premio           | Categoria                                 | Ricevente    | Risultato       |
| ---- | ---------------- | ----------------------------------------- | ------------ | --------------- |
| 2009 | KBS Drama Awards | Top Excellence Award, Actor               | Ji Jin-hee   | Candidato/a     |
| 2009 | KBS Drama Awards | Excellence Award, Actor in a Miniseries   | Ji Jin-hee   | Vincitore/trice |
| 2009 | KBS Drama Awards | Excellence Award, Actress in a Miniseries | Uhm Jung-hwa | Candidato/a     |
| 2009 | KBS Drama Awards | Best Supporting Actress                   | Yang Jung-a  | Candidato/a     |
| 2009 | KBS Drama Awards | Best New Actor                            | Yoo Ah-in    | Candidato/a     |
| 2009 | KBS Drama Awards | Best New Actress                          | Kim So-eun   | Vincitore/trice |

## Distribuzioni internazionali
| Paese     | Canale/i           | Prima TV                         | Titolo adottato                              |
| --------- | ------------------ | -------------------------------- | -------------------------------------------- |
| Hong Kong | TVB Japanese Drama | 26 dicembre 2009-3 febbraio 2010 | 不能結婚的男人 (L'uomo che non può sposarsi) |
| Singapore |                    | 10 aprile-29 maggio 2010         | 不能結婚的男人 (L'uomo che non può sposarsi) |
| Taiwan    | CTi Variety        | 17 maggio-18 giugno 2010         | 不能結婚的男人 (L'uomo che non può sposarsi) |